# Paso de la Yerbabuena
Paso de la Yerbabuena är en ort i Mexiko.   Den ligger i kommunen Concepción de Buenos Aires och delstaten Jalisco, i den centrala delen av landet, 400 km väster om huvudstaden Mexico City. Paso de la Yerbabuena ligger 1 848 meter över havet och antalet invånare är 142.
Terrängen runt Paso de la Yerbabuena är huvudsakligen kuperad, men den allra närmaste omgivningen är platt. Runt Paso de la Yerbabuena är det ganska glesbefolkat, med 25 invånare per kvadratkilometer. Närmaste större samhälle är Concepción de Buenos Aires, 7,9 km söder om Paso de la Yerbabuena. I omgivningarna runt Paso de la Yerbabuena växer huvudsakligen savannskog.